# J.M. Vasconcelos
J.M. Vasconcelos – portugalski rugbysta, pięciokrotny reprezentant Portugalii w rugby union mężczyzn. Jego pierwszym meczem w reprezentacji było spotkanie z Hiszpanią, które zostało rozegrane 1 maja 1965 w Lizbonie. Ostatni raz w reprezentacji zagrał 12 kwietnia 1970 z Marokiem w Barreiro.